# Заборовские (польское дворянство)
Заборовские — польские дворянские роды гербов Гржимала, Остоя (пол. Zaborowscy herbu Ostoja‎), Прус 2-й, Равич, Стремя и Рогаля.
Из них Заборовские-Гржимала (пол. Zaborowscy herbu Grzymała‎) восходят к началу XVII века и внесены в I часть родословной книги Виленской и Ковенской губерний.
Заборовские-Равичи, восходящие к XVI веку, внесены в VI и I части родословной книги Киевской и Подольской губерний.